# Kreis 9 (Stadt Zürich)
Der Kreis 9 ist der im Westen liegende Stadtkreis der Stadt Zürich. Er umfasst die 1934 in die Stadt eingemeindeten Quartiere Altstetten und Albisrieden. 

## Geschichte
Der Kreis 9 ist im Rahmen der zweiten Eingemeindung von 1934 entstanden. Er durchlief im Gegensatz zu den übrigen Stadtkreisen nie eine Veränderung und umfasst seit seiner Schaffung unverändert die ehemals selbständigen Gemeinden Albisrieden und Altstetten. Bemerkenswert ist die Existenz des Quartiers Grünau (Altstetten), das allerdings vom Statistischen Amt der Stadt Zürich offiziell nicht gesondert ausgewiesen wird, da es mit der amtlichen Nomenklatur kollidiert.

## Bevölkerungsentwicklung des Stadtkreises
Quelle:Statistik & Daten: Kreis 9